# Ineczka wąsata
Ineczka wąsata (Incaspiza laeta) – gatunek małego ptaka z rodziny tanagrowatych (Thraupidae), występujący w zachodniej części Ameryki Południowej – jest endemitem Andów w północno-zachodnim Peru. W Czerwonej księdze gatunków zagrożonych IUCN klasyfikowany jest jako gatunek najmniejszej troski (LC, Least Concern).

## Systematyka
Pierwszego naukowego opisu gatunku dokonał amerykański przyrodnik Osbert Salvin w 1895 roku, nadając mu nazwę Haemophila laeta. Opis ukazał się na łamach czasopisma „Novitates Zoologicae”. Jako miejsce typowe autor wskazał Cajabamba w regionie Cajamarca w Peru. Nie wyróżnia się podgatunków.

### Etymologia
- Incaspiza: Inkowie, rdzenni mieszkańcy Peru w czasie hiszpańskiej konkwisty; greckie σπιζα spiza – „zięba” < σπιζω spizō – „ćwierkać”[11].
- laetus: łac. laetus – „jasny", "radosny"[12].

## Morfologia
Niewielki ptak o smukłym, szpiczastym i lekko zaokrąglonym, jasnym pomarańczowo-żółtym dziobie. Nogi pomarańczowo-żółte. Tęczówki ciemnobrązowe. Występuje niewielki dymorfizm płciowy. Samce: głowa i kark szary. Twarz, podgardle, podobnie jak obszar wokół oka i pod nim czarniawe. Policzek blado płowy. Szyja i pierś szare. Dolna część brzucha szaropłowa, boki szarawe. Pokrywy drugiego rzędu brązowe, pozostałe ciemnoszare z szarymi obrzeżami lotek. Ogon czarniawy z białawymi zewnętrznymi krawędziami sterówek. Samica na głowie ma brązowawe przebarwienie na koronie i karku. Młode osobniki są bardziej matowo ubarwione niż dorosłe, nie mają czarnych elementów na głowie, dziób i nogi matowożółte.
Długość ciała 14,5 cm, masa ciała 19,5–23,5 g.

## Zasięg występowania
Ineczka wąsata występuje na stokach Andów w północno-zachodnim Peru – w dolinie górnego biegu rzeki Marañón (w północno-wschodniej części regionu Ancash, południowej części regionu Cajamarca, wschodniej części regionu La Libertad i południowo-zachodniej części regionu Amazonas). Jest gatunkiem osiadłym. Jego zasięg występowania według szacunków organizacji BirdLife International obejmuje tylko około 33,1 tys. km².

## Ekologia
Jego głównym habitatem są suche lasy górskie z ciernistymi zaroślami i dużymi okazami kaktusów. Występuje na wysokościach 1000–2750 m n.p.m. (inne źródło podaje 1500–3000 m n.p.m.). Długość pokolenia jest określana na 3,8 roku. Żeruje samotnie lub w parach, na ziemi, w krzewach lub na drzewach.

### Rozmnażanie
Niewiele wiadomo o rozrodzie tego gatunku. Ptaki w kondycji lęgowej obserwowano pomiędzy połową kwietnia a połową czerwca.

## Status i ochrona
W Czerwonej księdze gatunków zagrożonych IUCN ineczka wąsata jest klasyfikowana jako gatunek najmniejszej troski (LC, Least Concern). Liczebność populacji nie jest oszacowana, ale gatunek określany jest jako dość pospolity. Ze względu na brak dowodów na spadki liczebności bądź istotne zagrożenia dla gatunku BirdLife International uznaje trend liczebności populacji za prawdopodobnie stabilny. Organizacja ta wymienia 4 ostoje ptaków IBA zamieszkiwane przez ten gatunek.